# Sülzbergland
Das Sülzbergland ist laut dem Handbuch der naturräumlichen Gliederung Deutschlands eine Naturräumliche Einheit mit der Ordnungsnummer 338.22 innerhalb der Südbergischen Hochfläche (Ordnungsnummer 338.2) im Bergischen Land, einem Teil des Rheinischen Schiefergebirges.
Im Norden grenzt das Sülzbergland an die Dhünnhochfläche (338.20), im Westen an die Bechener Hochfläche (338.21), im Südwesten an der Paffrather Kalksenke (338.23), im Süden an die Agger-Sülz-Hochflächen (338.4) und im Osten an die Wippermulde (338.12), das Wipperquellgebiet (338.3) und das Oberaggerbergland (339.00).
Das Sülzbergland ist ein niedriges Bergland mit gekammerter Oberfläche, das auf einer Höhe von 200 bis 400 m liegt. Der Aufbau der Gesteinsfaltungen und die wechselvolle Gesteinsbeschaffenheit des Untergrunds prägen sich bis in die Oberflächen aus. Die mehr oder weniger abgetragenen Hochflächen rahmen die von Nordost nach Südost verlaufenden niederen Höhenzügen und flachen Senken ein, die im Kern von der Kürtener Sülz durchflossen werden.

## Gliederung
Das Sülzbergland ist in untergeordneten Naturräumen gegliedert:
- 338.22 Sülzbergland

- 338.220 Kürtener Hochfläche
- 338.221 Obersülzhochfläche
- 338.222 Leppehochfläche
- 338.223 Lennepehochrücken
- 338.224 Bärbroicher Höhe
- 338.225 Sülzsenken und -rücken